# 三美園駅
三美園駅（さんびえんえき）は、かつて広島県尾道市美ノ郷町三成に位置していた、尾道鉄道の駅（廃駅）である。

## 概要
単式ホーム1面1線の地上駅で、無人駅。廃止前は、簡易待合室が設置されていた。

## 歴史
- 1953年（昭和28年）3月15日：開業[2]。
- 1964年（昭和39年）8月1日：尾道鉄道の廃止に伴い閉鎖。

## 駅周辺
線路を挟んで駅舎の反対側には池があった。
- 三成ヶ丘団地
- 広島県立尾道特別支援学校
- 子供の家三美園

## 隣の駅
尾道鉄道
尾道鉄道線
尾道高校下駅 - 三美園駅 - 三成駅